# Мормо (міфологія)
Мормо (грец. Μορμώ, Μορμών) — у грецькій міфології — дух, який кусав поганих дітей та був соратником богині Гекати. Це ім'я носила також і жінка-кровопивця з грецьких казок, якими лякали неслухняних дітей. Перша така згадка наявна в Арістофанових п'єсах. Мормо також згадується в «Олексіаді» Анни Комніної, щоє свідченням того, що нею страхали дітей і у візантійську епоху. Мормо викрадала дітей, як помсту за те, що королеву Лестригон позбавили її дітей.

## Згадки у сучасній культурі
- Разом із Гекатою та Горгоною, Мармо згадується в оповіданні «Жах Ред Гука» (1925) Говарда Лавкрафта;
- У «Зоряному пилі» (2007), екранізації однойменного роману Ніла Ґеймана, ім'ям Мормо названа зла відьма, яка живе разом із своїми сестрами — Ламією та Емпусою (у романі, однак, немає згадки про імена відьом);
- У рольовій відеогрі «Tales of the World: Radiant Mythology», ім'я Мормо носить кіт, який може літати та супроводжує головного героя протягом усієї гри.
- У «Сатанинській біблії» Антона ЛаВея, Мормо — «король гулів, супутник Гекати».